# 스원 산화
스원 산화(영어: Swern oxidation)는 유기화학에서 1차 알코올을 알데하이드로, 또는 2차 알코올을 케톤으로 산화시킬 때 사용되는 반응이다. 반응 조건이 매우 온화하고 다른 작용기들에 대해 영향을 받지 않고 견뎌서 매우 자주 사용된다. 
|  |

## 같이 보기
- 코리-김 산화